# Kinderwhore

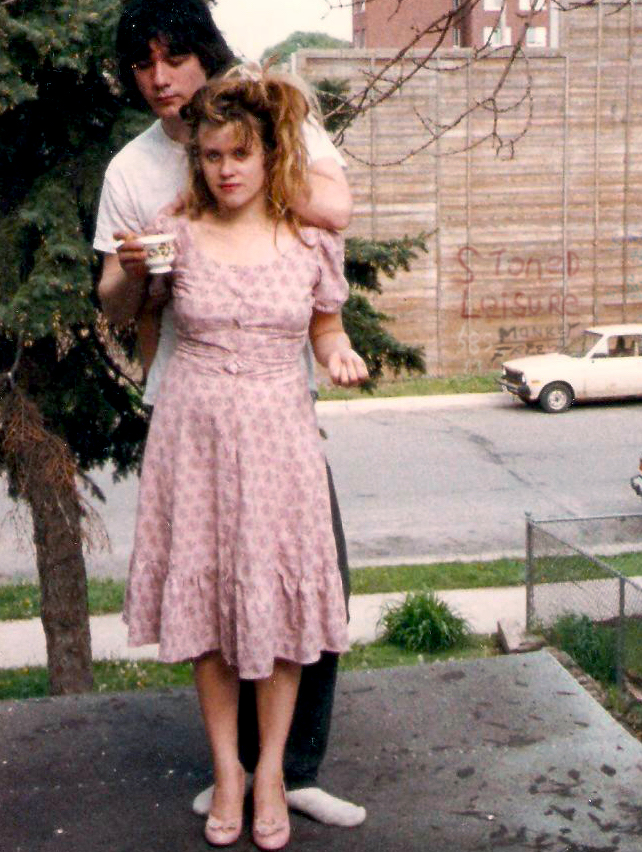
Kat Bjelland en 1992.

Le mouvement kinderwhore est un style vestimentaire féministe au sein des groupes féminin de grunge et de punk-rock américains des années 1990. Proche du mouvement riot grrrl, le kinderwhore use de l’apparence des stéréotypes de la féminité et plus spécifiquement du rôle de genre de la « good girl » tout en les accentuant et les débauchant.
Ce look, composé de nuisettes froissées ou déchirées, robes à col Claudine, chaussettes montantes, barrettes, maquillage prononcé, grosses chaussures de cuir de type chaussure de sécurité ou Dr. Martens et de babies,,, influencera la mode des années 1990 par les tenantes du mouvement telles que Courtney Love ou Kat Bjelland et ainsi que celle des années 2010 (en).

## Histoire

### Origines

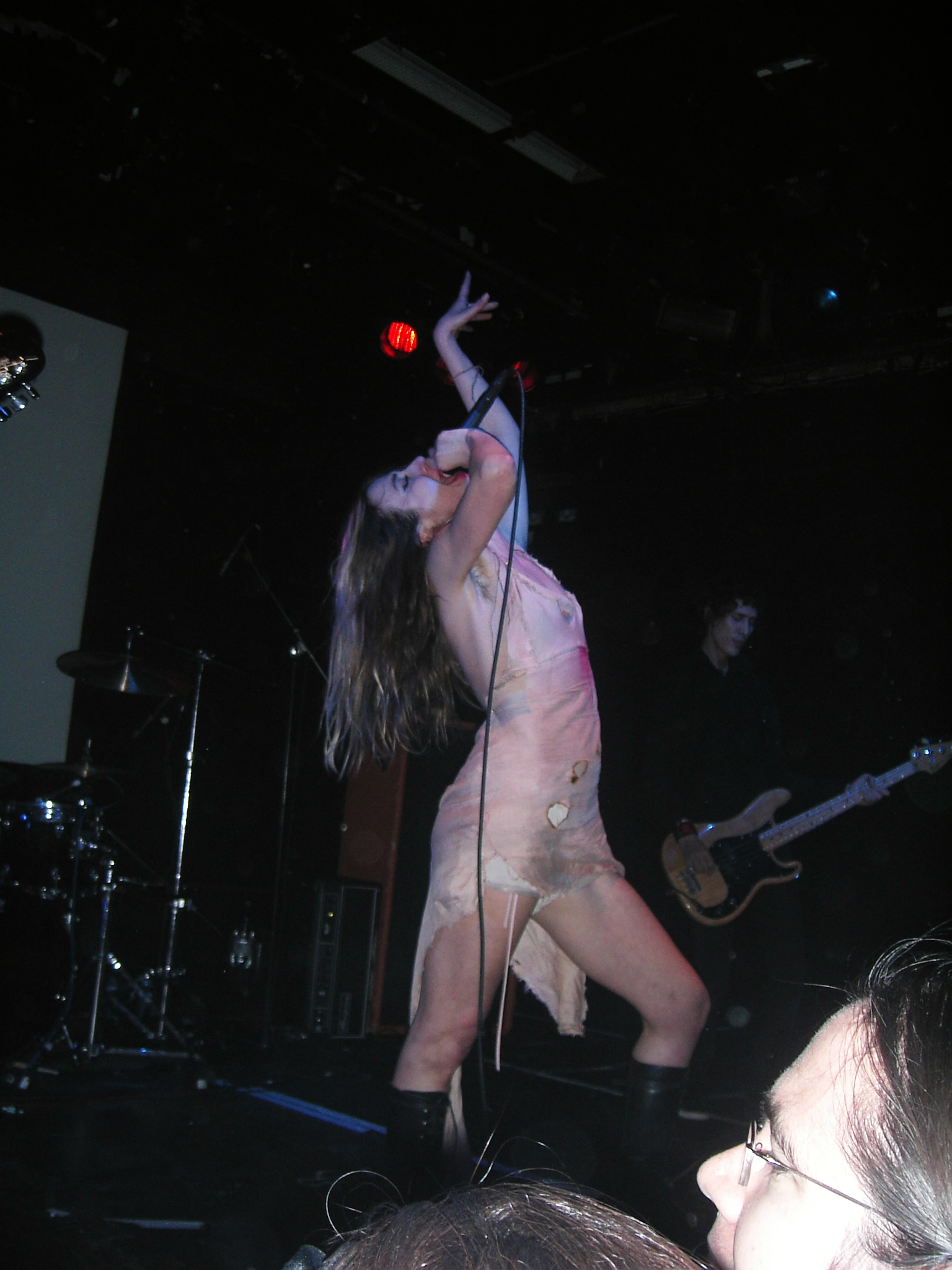
Daisy Chainsaw en 2005.

L'origine du mouvement reste débattue. S'il est attesté que le concept fut lancé par des artistes telles Kim Shattuck, Christina Amphlett ou Daisy Chainsaw au milieu des années 1980 puis défini par Kat Bjelland à la fin de la décennie, le kinderwhore est toutefois largement popularisé par Courtney Love au début des années 1990 à la suite du succès de son groupe, Hole, et de sa large exposition médiatique,. Le terme est inventé par le journaliste Everett True (en) du magazine Melody Maker en 1994.
En 1994, Courtney Love déclare au sujet du phénomène :

« Au plus profond de moi, j'aimerais penser que je change certains aspects psychosexuels de la musique rock. Non pas afin que je sois désirable. Je n'ai pas fait ce truc de kinderwhore parce que je pensais que j'étais sexy. Quand je vois le look être utilisé dans le but de rendre plus attirant, ça me fait chier. Quand j'ai commencé, c'était une sorte de Qu'est-il arrivé à Baby Jane ?. Mon angle était ironique. »

### Années 2010
Dans la lignée du soft grunge (en) et du mouvement « aesthetic » des années 2010, le kinderwhore sera source d'inspiration pour de nombreux couturiers, tels Hedi Slimane, Marc Jacobs ou Batsheva Hay, qui déclara que ce style était « d'époque mais tellement en avance sur son temps ».
C'est à cette époque que la portée féministe du style est soulignée, notant tant bien que « ces femmes remettaient en question l'importance culturelle de la beauté typique au travers du costume et de la scène. ».